# Sociedad Botánica de América
La Sociedad Botánica de América (o Botanical Society of America) es una Sociedad científica de los Estados Unidos de América destinada a promover el estudio científico de los vegetales.
Fue creada en 1906 de la fusión del Club botánico de la American Association for the Advancement of Science (fundada en 1893), de la Society for Plant Morphology and Physiology (fundada en 1896) y de la American Mycological Society (fundada en 1903). 
Los miembros iniciales son científicos de los Estados Unidos y del Canadá. En la actualidad, pertenecen a más de ochenta naciones diferentes.
El primer Presidente de la Sociedad fue George Francis Atkinson (1854-1918) (hasta 1907), el vicepresidente fue Nathaniel Lord Britton (1859-1934) (hasta 1907), el tesorero fue Charles Arthur Hollick (1857-1933) (hasta 1916) y el secretario Duncan Starr Johnson (1867-1937) (hasta 1909).
En febrero de 1914, el Jardín Botánico de Brooklyn publicó el primer número del American Journal of Botany, diario oficial de la Sociedad. Estaba dirigido por Frederick Charles Newcombe (1858-1927) que fue reemplazado en 1917 por Charles Elmer Allen (1872-1954). Se han sucedido dieciocho directores de la publicación hasta la actualidad, el último de ellos Karl Joseph Niklas (1948-).
En 1955, la Sociedad comenzó a publicar el Plant Science Bulletin, revista interna dirigida por Harry Fuller (desde 1958).